# 小行星1608
小行星1608（1608 Munoz）是一颗围绕太阳公转的小行星。1951年9月1日，米格爾·伊茲克索恩在拉普拉塔发现了此天体。
該小行星以阿根廷拉布拉他天文台助理天文學家F·A·穆諾茲（F. A. Muñoz）命名。
这颗小行星的绝对星等为316.1979727707194等。